# Volna
Nosná raketa Volna je konvertovaná sovětská mezikontinentální balistická raketa R-29R (SS-N-18) používaná k nízkorozpočtovému vynášení satelitů na oběžnou dráhu. Nosič byl vyvinut Konstrukční kanceláří akademika Makejeva.

## Použití
První start proběhl 7. července 1995 z Barentsova moře. Raketa vyslala na suborbitální trajektorii modul určený ke studii termální konvekce Země, vyvinutý na Univerzitě v Brémách. Test byl úspěšný.
Dne 20. července 2001 tato raketa odstartovala z atomové ponorky třídy Delta III v Barentsově moři. Vynesla na oběžnou dráhu sluneční plachetnici Cosmos 1, vyvinutou vědci USA a Ruskem. Nezdařilo se však oddělení plachetnice od třetího stupně rakety proto, že raketa nezískala dostatečný výkon, tah a řídící počítač povel k oddělení nevydal. Třetí stupeň i s pouzdrem dopadl na Kamčatku.